# هادی تربتی
هادی تربتی سیاست‌مدار ایرانی بود، که در دوره بیست و چهارم مجلس شورای ملی بعنوان نماینده تربت حیدریه از استان خراسان رضوی در مجلس شورای ملی حضور داشت.